# Regionalverband
Das Wort Regionalverband hat verschiedene Bedeutungen.
In allen deutschen Bundesländern wird der Begriff Regionalverband stellvertretend für regionale Planungs- oder Zweckverbände verwendet, bei denen sich mehrere Städte und Gemeinden freiwillig zur gemeinsamen Wahrnehmung bestimmter, von Fall zu Fall unterschiedlicher Aufgaben zusammengefunden haben. Häufig dienen diese der Regionalplanung. Bei Zweckverbänden ist die Zusammenarbeit meist projektbezogen und auf bestimmte Aufgaben beschränkt, etwa der gemeinsamen Abfallentsorgung; Planungsverbände dienen dazu, das Regionalmanagement der entsprechenden Regionen wahrzunehmen und die kommunale Bauleitplanung zu koordinieren und abzustimmen.
In Baden-Württemberg sind sie die nach dem Landesplanungsgesetz festgelegten öffentlich-rechtlichen Träger der Regionalplanung, die kommunal bestimmt zwischen den landesplanerischen Vorgaben und der kommunalen Bauleitplanung vermitteln. Regionalverbände fassen dabei mehrere Kreise und Städte zu einer Region zusammen. Sie sind damit Ausdruck des gesetzlich festgelegten Gegenstromprinzips.
Der Evangelische Regionalverband Frankfurt verwaltet die evangelischen Gemeinden und Dekanate der Stadt Frankfurt am Main.
In österreichischen Land Salzburg ist Regionalverband die Bezeichnung für Gemeindeverbände, die gemäß dem Salzburger Raumordnungsgesetz gebildet werden. Ihre Aufgabe besteht darin, ein Regionalprogramm zu erstellen. Die verbandsangehörigen Gemeinden können dem Regionalverband Aufgaben des eigenen Wirkungsbereichs im Bereich der örtlichen Raumordnung übertragen.
Im österreichischen Burgenland können sich mehrere örtliche Tourismusverbände zu einem Regionalverband zusammenschließen.